# Edwin Lester Arnold
Edwin Lester Linden Arnold (Swanscombe, 14 maggio 1857 – Swanscombe, 1º marzo 1935) è stato uno scrittore di fantascienza inglese, che ha pubblicato la maggior parte delle sue opere con lo pseudonimo di Edwin Lester.

## Biografia
Nacque a Swanscombe, nel Kent, il 14 maggio 1857, figlio del giornalista ed esperto di storia naturale sir Edwin Arnold. Pochi mesi dopo la sua nascita la famiglia si trasferì in India, dove trascorse gran parte della sua infanzia, ma rientrò in patria per studiare agricoltura e ornitologia, alternando gli studi ai viaggi con il padre. Nel 1877 pubblicò il suo primo libro A Holiday In Scandinavia, cui seguì nel 1883 Bird Life In England. 
Nel 1883 si stabilì definitivamente in Inghilterra dove intraprese la carriera di giornalista presso il London Daily Telegraph. Nel 1890 diede alle stampe il suo primo romanzo fantascientifico, pubblicato in 24 puntate sulla prestigiosa rivista Illustrated London News intitolato  The Wonderful Adventures of Phra the Phoenician, apparso poi sotto forma di libro negli Stati Uniti d'America nel 1910. Esso narra le avventure di un guerriero che entra e esce da uno stato inspiegabile di animazione sospesa per essere testimone di invasioni o tentate invasioni dell'Inghilterra. 
Ad esso seguirono  Rutherford the Twice-Born (1892), The Constable of St. Nicholas (1894), The Story of Ulla and Other Tales (1895), Lepidus the Centurion: A Roman of Today (1901). Il primo ed il terzo, che narra la storia di un centurione romano che ritorna in vita in tempi moderni, non ottennero lo sperato successo commerciale.
Nel 1905 apparve il più noto Gulliver di Marte (in originale Lieut. Gullivar Jones: His Vacation), che viene considerato da molti esperti di fantascienza, tra cui Richard A. Lupoff, l’inspiratore dei romanzi del ciclo marziano di Edgar Rice Burroughs, che iniziarono ad essere scritti sei anni dopo. In questo romanzo il tenente Gulliver Jones, un militare confederato, viene trasportato sul pianeta Marte, e dopo numerose avventure si innamora di una principessa. Gulliver di Marte non ottenne il successo che l’autore sperava, e questo fatto lo indusse ad abbandonare l’attività di scrittore.
Si spense il 1 marzo 1935.
La casa editrice Ace Books ha ristampato Lieut. Gullivar Jones: His Vacation nel 1964, reintitolandolo Gulliver of Mars. Una versione più recente di Bison Books è stata pubblicata come Gullivar of Mars. 
Nel 1972 la Marvel Comics ha pubblicato in otto album una versione a fumetti di Gullivar of Mars, In Italia vennero pubblicati dalla Corno con il titolo Gullivar Jones guerriero di Marte.
Sia Gullivar Jones che John Carter fanno la loro apparizione all'inizio del secondo volume della serie di libri a fumetti di Alan Moore La Lega degli Straordinari Gentlemen.

## Opere

### Fantascienza
- The Wonderful Adventures of Phra the Phœnician (US 1890, UK 1910)
- Rutherford the Twice-Born (1892)
- The Constable of St. Nicholas (1894)
- The Story of Ulla and Other Tales (1895)
- Lepidus the Centurion: A Roman of Today (1901) (Internet Archive e-text)
- Gulliver di Marte (Lieut. Gullivar Jones: His Vacation, 1905) ( Gulliver of Mars, in Progetto Gutenberg.)

### Saggistica
- A Summer Holiday in Scandinavia (1877) (Internet Archive e-text)
- Coffee: Its Cultivation and Profit (1886) (Google Books e-text)
- Bird Life in England (1887) (Internet Archive e-text)
- England as She Seems: Being Selections from the Notes of an Arab Hadji (1888)
- On the Indian Hills: or, Coffee-planting in Southern India (1893) (Google Books e-text)
- The Soul of the Beast (1960)

### Annotazioni
1. ↑  Probabilmente come reazione alla decisione della DC Comics che, nello stesso periodo, aveva acquisito i diritti a pubblicare le avventure della serie di John Carter di Burroughs.

### Fonti
1. 1 2  Tuck 1974, p. 19.
2. 1 2 3 4 5 6 7 8  Valla 2015, p. 197.
3. 1 2 3 4 5  Valla 2015, p. 198.
4. 1 2  Valla 2015, p. 199.
5. 1 2  Valla 2015, p. 201.

### Periodici
- Riccardo Valla, I viaggi di Gulliver (Jones), in Urania Collezione, n. 154, Milano, A. Mondadori Editore, novembre 2015,  pp. 197-201.